# Resi Stiegler
Pour les articles homonymes, voir Stiegler.
Resi Stiegler, née le 14 novembre 1985 à Jackson (États-Unis), est une skieuse alpine américaine. Ses disciplines de prédilection sont le slalom et le combiné.
Elle est la fille de Josef Stiegler, champion olympique de slalom en 1964 pour le compte de l'Autriche.

## Carrière sportive

### Débuts en compétition
Resi Stiegler a grandi à Jackson Hole dans l'état américain du Wyoming et a commencé le ski dès l'âge de deux ans. À six ans, elle participe à ses premières compétitions de ski. Après des succès prometteurs en junior, elle fait ses débuts en Coupe nord-américaine en décembre 2000 et en coupe européenne en novembre 2001. Dès sa deuxième saison sur le circuit nord-américain, Resi Stiegler remporte son premier succès à Nakiska en mars 2002 et termine la saison à la deuxième place du classement général en slalom.

### 2002-2003: débuts en coupe du monde
Ses performances en coupe nord-américaine lui ouvrent les portes de la Coupe du monde lors de la saison 2002/2003. Elle marque ses premiers points en Coupe du monde le 22 décembre 2002 en terminant à la onzième place du slalom de Lenzerheide.
Lors de ses premiers championnats du monde en février 2003 à Saint Moritz (Suisse), elle se classe respectivement 10e et 19e du combiné et du slalom. Un mois plus tard, elle remporte une médaille de bronze en combiné et en slalom aux Championnats du monde juniors.

### 2003-2008: confirmation en coupe du monde
Resi Stiegler confirme sa progression durant les deux saisons suivantes en intégrant son premier top 10 en se classant 8e du slalom de Zwiesel (Allemagne) en février 2004 puis par trois classements dans le top 10 lors de la coupe du monde de ski alpin 2005 (8e au slalom de Semmering, 10e au slalom de Zagreb et 8e au slalom de San Sicario). Sa sixième place en slalom aux Championnats du monde en février 2005 à Santa Caterina et sa médaille d'argent en combiné aux championnats du monde juniors confirment son ascension au sein des meilleures slalomeuses mondiales.
Lors de la coupe du monde de 2006, elle est 4e du slalom d'Åre en mars 2006 et termine à la 15e place au classement général en slalom à la fin de la saison. La même année, elle participe également aux jeux olympiques d'hiver de Turin où elle se classe à la onzième du combiné et douzième du slalom.
Lors de la coupe du monde de ski alpin 2007, Resi Stiegler intègre trois fois le top 5 lors de deux super-combinés (Altenmarkt Zauchensee et Tarvisio) et un slalom (Zagreb). Aux championnats du monde à Åre en février 2007, elle termine 8e du slalom.
Resi Stiegler entame la saison 2007/2008, sa sixième saison en coupe du monde, par les 9e, 4e et 8e places lors des trois premiers slaloms de la saison (à Reiteralm, Panorama et Aspen). Lors du slalom géant de Lienz le 28 décembre 2007, elle est victime d'une grave chute (fractures du tibia et de l'avant-bras, rupture des ligaments croisés et latéraux du genou droit) interrompant prématurément sa saison.

### 2009: retour à la coupe du monde
Après un nouvel accident au genou lors de l'été 2008, Resi Stiegler fait son retour lors des Championnats du monde en février 2009 à Val d'Isère et se classe à une bonne 19e place en slalom. Ce sera sa seule apparition lors cet hiver, une nouvelle blessure la contraignant à interrompre sa brève saison.
Elle fait son retour en Coupe du monde lors de la saison 2009/2010. Après deux épreuves, sa carrière connaît à nouveau un coup du sort le 19 novembre 2009 puisqu'elle chute gravement lors d'un entraînement au slalom géant de Copper Mountain (fractures fémur-tibia de la jambe gauche) et doit interrompre sa saison.

### 2010-: premier podium
Resi Stiegler revient en Coupe du monde lors de la saison 2010/2011 par les slaloms d'Aspen et Courchevel et enchaîne les slaloms an alternant des épreuves de Coupe du monde et de coupe européenne. Elle figure dans la liste de l'équipe américaine de ski pour les championnats du monde de ski alpin 2011 à Garmisch-Partenkirchen.
Le 4 mars 2012, elle termine deuxième du slalom d'Ofterschwang, décrochant le premier podium en Coupe du monde de sa carrière.
Elle se classe 29e du slalom géant aux Jeux olympiques d'hiver de 2014 et ne termine pas le slalom.
En 2015-2016, l'Américaine établit son deuxième meilleur classement dans la spécialité du slalom sur une saison de Coupe du monde, treizième.
En 2017, aux Championnats du monde à Saint-Moritz, elle prend la onzième place sur le slalom.

## Palmarès

### Jeux olympiques
| Épreuve / Édition       | Turin 2006 | Sotchi 2014 | Pyeongchang 2018 |
| Slalom                  | 12e        | Abandon     | Abandon          |
| Slalom géant            |            | 29e         | 36e              |
| Combiné / Super combiné | 11e        |             |                  |

### Championnats du monde
| Épreuve / Édition | Saint-Moritz 2003 | Bormio 2005 | Åre 2007 | Val d'Isère 2009 | Garmisch Partenkirchen 2011 | Schladming 2013 | Beaver Creek 2015 | Saint-Moritz 2017 |
| Slalom            | 19e               | 6e          | 8e       | 19e              | 22e                         | 22e             | Abandon           | 11e               |
| Slalom géant      |                   |             | 35e      |                  |                             |                 |                   | Abandon           |
| (Super) Combiné   | 10e               | 21e         |          |                  |                             |                 |                   |                   |

### Coupe du monde
- Meilleur classement général : 25e en 2007.
- 1 podium.

#### Classements en Coupe du monde
| Année     | Classement général final | Classement en slalom | Classement en slalom géant | Classement en descente | Classement en combiné |
| 2002-2003 | 92e                      | 39e                  |                            |                        |                       |
| 2003-2004 | 54e                      | 21e                  |                            |                        |                       |
| 2004-2005 | 45e                      | 19e                  | 49e                        |                        | 8e                    |
| 2005-2006 | 42e                      | 15e                  | 51e                        |                        | 24e                   |
| 2006-2007 | 25e                      | 17e                  | 31e                        | 51e                    | 5e                    |
| 2007-2008 | 40e                      | 18e                  | 26e                        | 48e                    |                       |
| 2010-2011 | 98e                      | 36e                  |                            |                        |                       |
| 2011-2012 | 57e                      | 23e                  | 38e                        |                        |                       |
| 2012-2013 | 77e                      | 31e                  |                            |                        |                       |
| 2013-2014 | 80e                      | 29e                  |                            |                        |                       |
| 2014-2015 | 65e                      | 22e                  |                            |                        |                       |
| 2015-2016 | 48e                      | 13e                  |                            |                        |                       |
| 2016-2017 | 61e                      | 20e                  | 56e                        |                        |                       |
| 2017-2018 | 69e                      | 23e                  |                            |                        |                       |

### Championnats du monde junior
- Briançonnais 2003 : Médaille de bronze en slalom, Médaille de bronze en combiné, 7e en super-G, 7e en descente, 11e en slalom géant.
- :Maribor 2004' : 13e en super-G, 26e en slalom géant, 41e en descente.
- Bardonnèche 2005 : Médaille d'argent en combiné, 4e en slalom, 9e en slalom géant, 15e en descente.

### Coupe nord-américaine
- Saison 2001/2002 : 8e au classement général, 2e au classement de slalom, 7e au classement de slalom géant
- 6 victoires.
- Saison 2019-2020 : 3e du classement de slalom.

### Coupe d'Europe
- deux podiums dont une victoire :

| Date           | Lieu           | Pays      | Discipline |
| -------------- | -------------- | --------- | ---------- |
| 2 février 2007 | Bischofswiesen | Allemagne | slalom     |

### Autres succès
- Championne des États-Unis 2007 et 2017 en slalom et 2007 en slalom géant.